# Kenjiro Tsuda
Kenjirō Tsuda (津田 健次郎, Tsuda Kenjirō, nascido 11 de Junho de 1971) é um dublador e ator da prefeitura de Osaka. Ele trabalha para a Stardust Promotion, como um ator, e para a Mediarte Entertainment Works, como um seiyu (dublador).

## Principais trabalhos

### Anime
- Kai Chisaki (Overhaul) in Boku no Hero Academia
- Seijuro Mikoshiba in Free
- Byaku in Kekkaishi
- Sadaharu Inui in Prince of Tennis
- Seto Kaiba in Yu-Gi-Oh! Duel Monsters
- Kaibaman in Yu-Gi-Oh! GX
- Spitfire in Air Gear
- Masami Kudou in Lemon Angel Project
- Adult Lambo/Spanner in Reborn!
- Rockin' Robin in Sugar Sugar Rune
- Kurtz in Saint October
- Seijouurou in Zoids Genesis
- Ryoji Suzuki in Lovely Complex
- Mifune in Soul Eater
- Bitway Ozrock e Stag Kwatta in Inazuma Eleven GO
- Hannes em Attack on Titan (Shingeki no kiyojin)
- Kento Nanami em Jujutsu Kaisen
- Jigen em Boruto: Next Genarations

### Cds
- Takashi Morinozuka in Ouran High School Host Club
- Murasakimaru in GetBackers

### VideoJogos
- Yasushi Takagi em Nana (PS2)
- Raigar em Enchanted Arms
- Kirihito Garyuu em Gyakuten Saiban 4
- Maxi em Soulcalibur IV
- Zeke B Ultimate Genbu	em Xenoblade Chronicles 2
- Tsutomu Amai em THE iDOLM@STER Shiny Colors
- Genichirou Ashina em Sekiro: Shadows Die Twice
- Dainsleif em Genshin Impact